# NGC 3196
NGC 3196 is een lensvormig sterrenstelsel in het sterrenbeeld Leeuw. Het hemelobject werd op 11 april 1785 ontdekt door de Duits-Britse astronoom William Herschel.

## Synoniemen
- ZWG 153.35
- ZWG 154.1
- NPM1G +27.0264
- PGC 30121